# بروك بوند
بروك بوند (بالإنجليزية: Brock Bond)‏ هو لاعب كرة قاعدة أمريكي، ولد في 11 سبتمبر 1985 في سانت لويس في الولايات المتحدة.

## وصلات خارجية
- بروك بوند على موقعبيزبول رفرنس.كوم (الدوري الثانوي) (الإنجليزية)